# チンチン (東南アジアの菓子)
チンチン (Cincin、原義は「指輪のケーキ」)は、ブルネイ、およびマレーシア・サバ州のブルネイ系マレー人の間で食されている伝統的な粿菓子である。

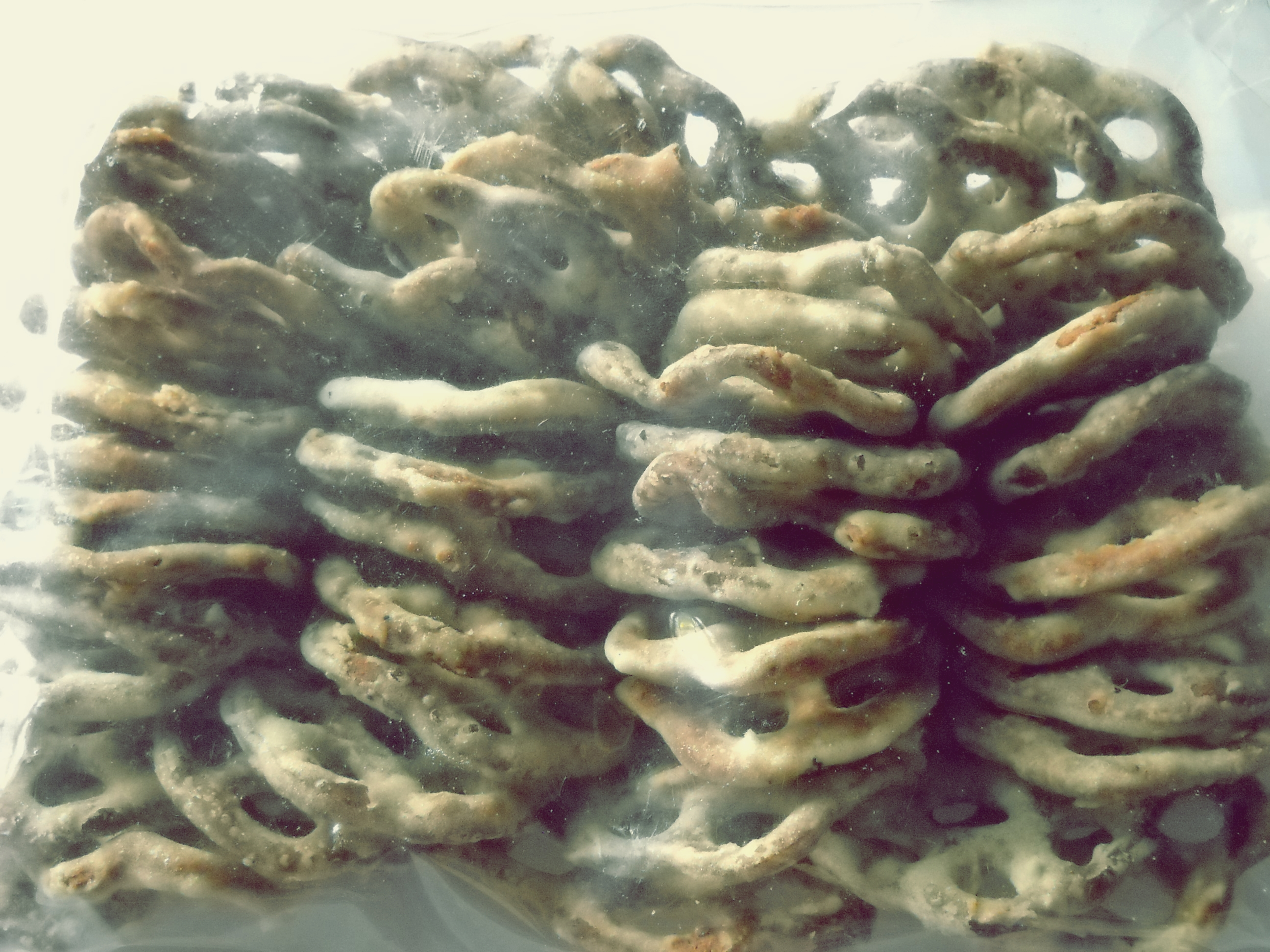
チンチンの近接写真